# Rettel
Rettel è un comune francese di 850 abitanti situato nel dipartimento della Mosella nella regione del Grand Est.

## Storia

### Simboli
Lo stemma del comune riprende l'emblema della certosa di San Sisto di Rettel (chartreuse Saint-Sixte de Rettel).

## Società

### Evoluzione demografica
Abitanti censiti